# قاشع (السياني)

تعديل مصدري - تعديل

قاشع هي إحدى قرى عزلة الأزارق بمديرية السياني التابعة لمحافظة إب، بلغ تعداد سكانها 897 نسمة حسب تعداد اليمن لعام 2004.